# Drassodes lapidosus
Espèce
Synonymes
- Aranea lapidosa Walckenaer, 1802
- Clubiona lapidicolens Walckenaer, 1805
- Clubiona lapidicola Latreille, 1806
- Drassus cinereus Hahn, 1833
- Clubiona lapidaria Hahn, 1833
- Filistata incerta Wider, 1834
- Drassus incanus C. L. Koch, 1837
- Clubiona lapidicolens signata Walckenaer, 1837
- Clubiona oblonga Lucas, 1846
- Drassus bidens Simon, 1878
- Drassodes pirini Drensky, 1921

Drassodes lapidosus est une espèce d'araignées aranéomorphes de la famille des Gnaphosidae.

## Distribution
Cette espèce se rencontre en Europe, en Afrique du Nord, en Turquie, en Israël, en Irak, en Iran, en Asie centrale, en Russie jusqu'en Sibérie, en Chine et en Corée du Sud.

## Description
Les mâles mesurent de 6 à 13,3 mm et les femelles de 9,3 à 14,7 mm.

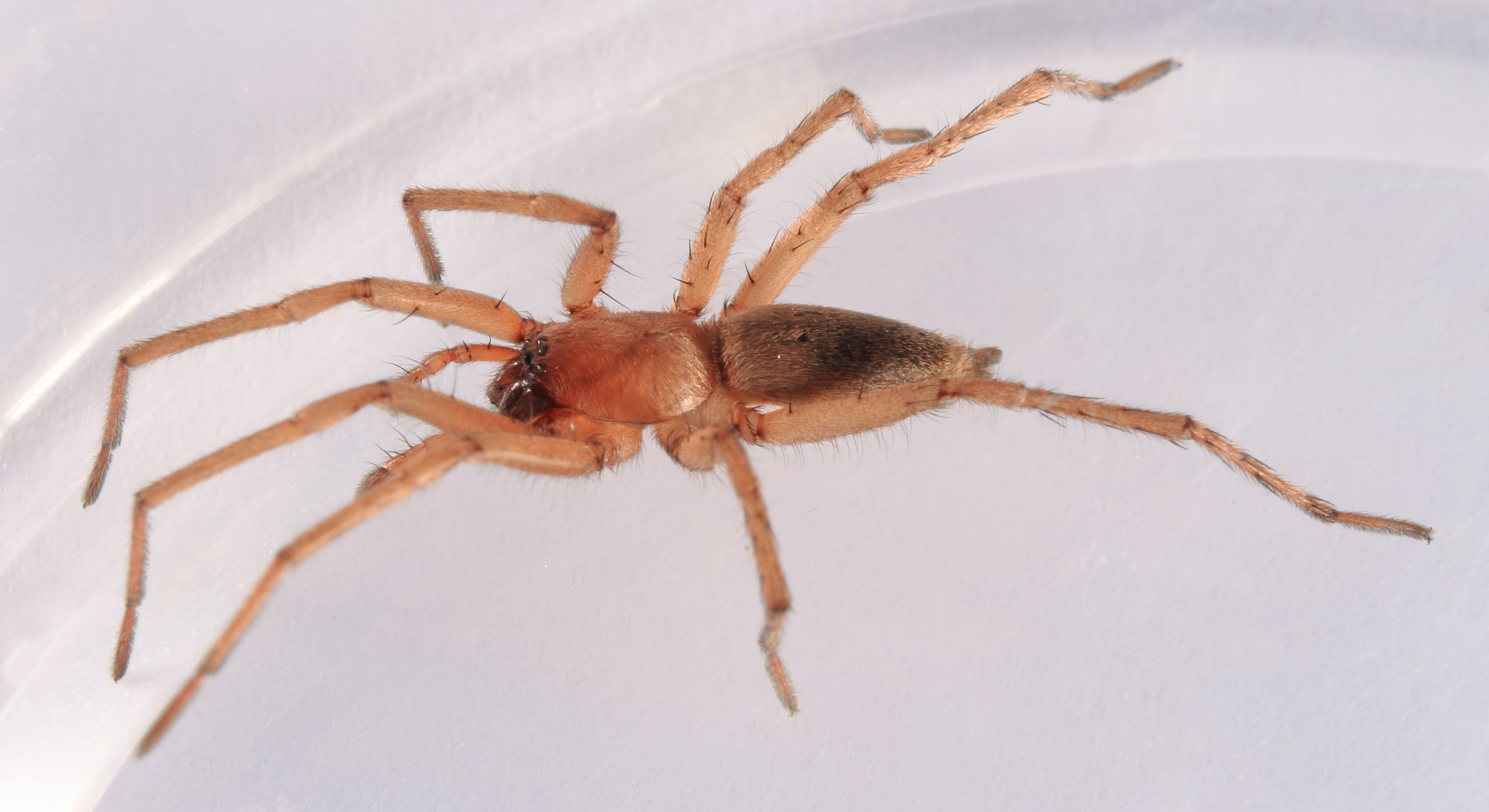
Drassodes lapidosus

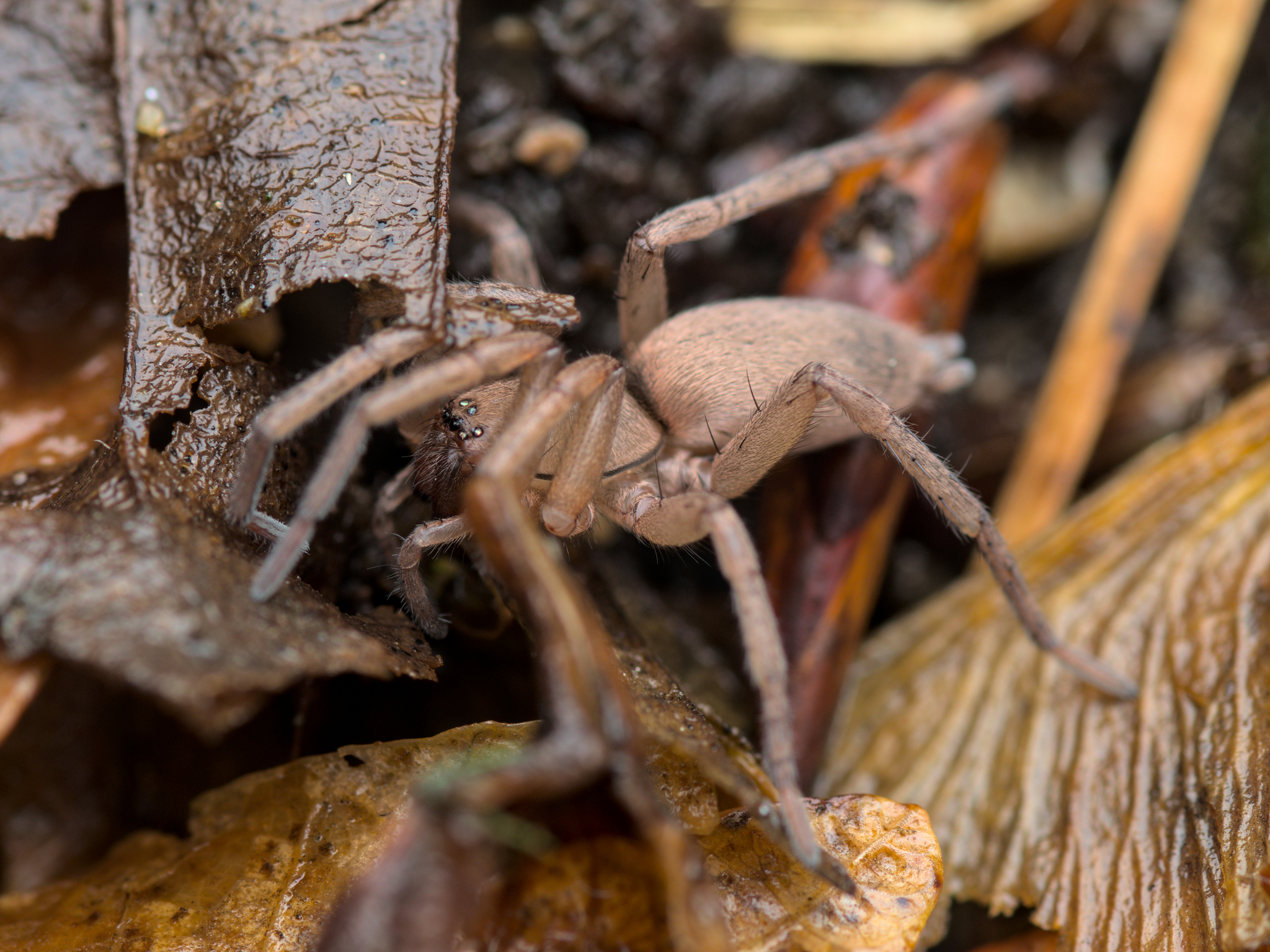
Drassodes lapidosus

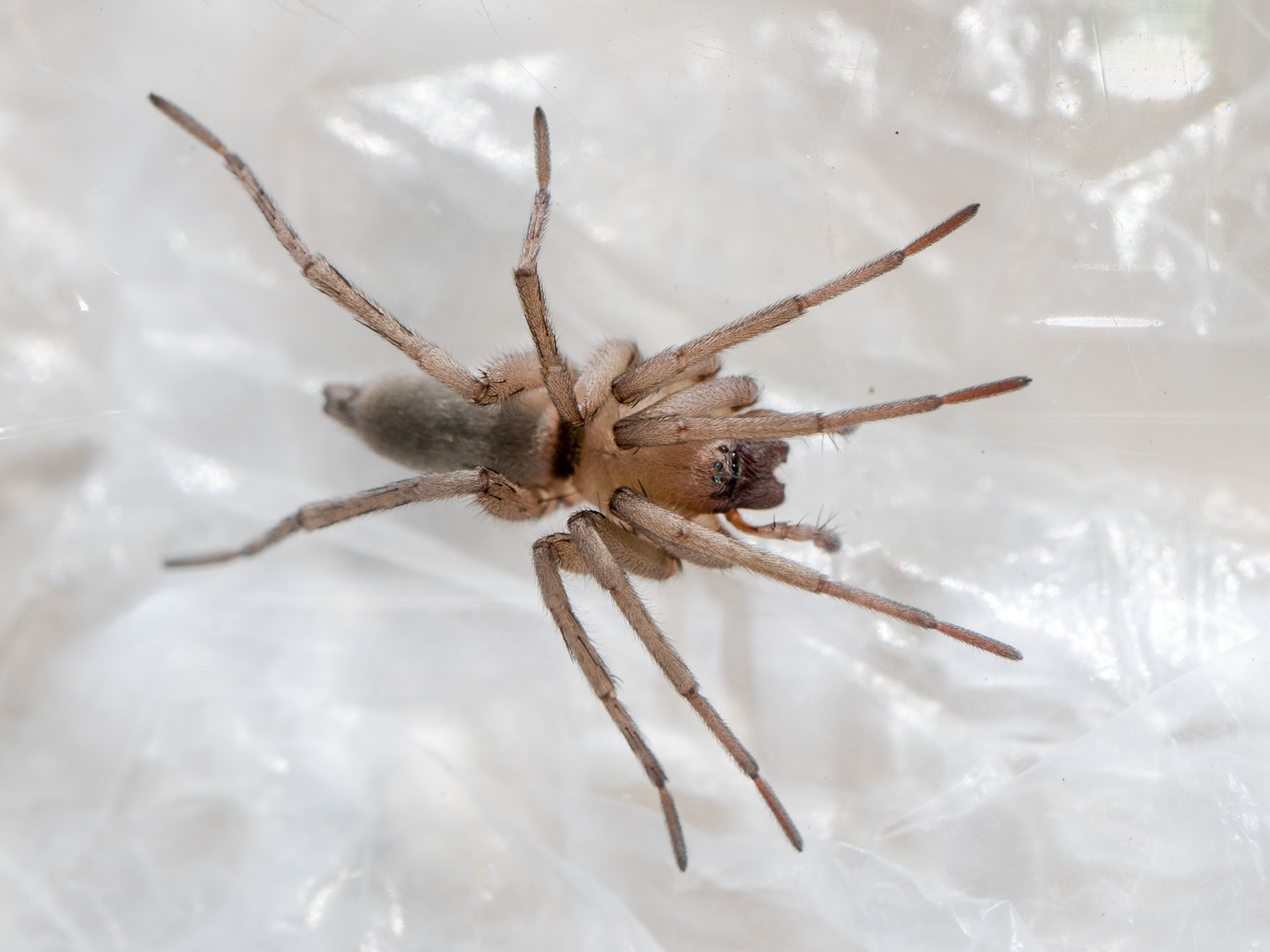
Drassodes lapidosus

Le céphalothorax est de couleur orangé foncé et l'abdomen de couleur gris-souris.

## Éthologie
C'est un chasseur nocturne, il passe la journée sous les pierres, dans une loge de soie. Elle peut se nourrir d'autres araignées.

## Liste des sous-espèces
Selon World Spider Catalog (version 25.5, 14/08/2024) :
- Drassodes lapidosus bidens (Simon, 1878)
- Drassodes lapidosus lapidosus (Walckenaer, 1802)

## Systématique et taxinomie
Cette espèce a été décrite sous le protonyme Aranea lapidosa par Walckenaer en 1802. Elle est placée dans le genre Drassodes par Westring en 1851.
Drassodes pirini a été placée en synonymie par Deltshev et Blagoev en 2001.

## Publications originales
- Walckenaer, 1802 : Faune parisienne, Insectes. ou Histoire abrégée des insectes des environs de Paris. Paris, vol. 2, p. 187-250 (texte intégral).
- Simon, 1878 : Les arachnides de France. Paris, vol. 4, p. 1-334 (texte intégral).